# Сасаква (Оклахома)
Сасаква (англ. Sasakwa) — місто (англ. town) в США, в окрузі Семінол штату Оклахома. Населення — 80 осіб (2020).

## Географія
Сасаква розташована за координатами 34°56′49″ пн. ш. 96°31′31″ зх. д. / 34.94694° пн. ш. 96.52528° зх. д. (34.946891, -96.525317).  За даними Бюро перепису населення США в 2010 році місто мало площу 0,54 км², уся площа — суходіл.

## Демографія
Згідно з переписом 2010 року, у місті мешкало 150 осіб у 49 домогосподарствах у складі 34 родин. Густота населення становила 279 осіб/км².  Було 72 помешкання (134/км²).
Расовий склад населення:
| - 56,0 % — білих - 38,0 % — корінних американців |

До двох чи більше рас належало 6,0 %. Частка іспаномовних становила 1,3 % від усіх жителів.
За віковим діапазоном населення розподілялося таким чином: 38,0 % — особи молодші 18 років, 52,7 % — особи у віці 18—64 років, 9,3 % — особи у віці 65 років та старші. Медіана віку мешканця становила 25,5 року. На 100 осіб жіночої статі у місті припадало 89,9 чоловіків;  на 100 жінок у віці від 18 років та старших — 86,0 чоловіків також старших 18 років.
Середній дохід на одне домашнє господарство  становив 44 413 долари США (медіана — 33 250), а середній дохід на одну сім'ю — 52 807 доларів (медіана — 45 000). За межею бідності перебувало 31,0 % осіб, у тому числі 34,1 % дітей у віці до 18 років та 16,7 % осіб у віці 65 років та старших.
Цивільне працевлаштоване населення становило 43 особи. Основні галузі зайнятості: роздрібна торгівля — 20,9 %, освіта, охорона здоров'я та соціальна допомога — 18,6 %, сільське господарство, лісництво, риболовля — 18,6 %.